# Saint-Félix (Allier)
Saint-Félix – miejscowość i gmina we Francji, w regionie Owernia-Rodan-Alpy, w departamencie Allier.

## Demografia
Według danych na rok 1990 gminę zamieszkiwało 248 osób, a gęstość zaludnienia wynosiła 48 osób/km². W styczniu 2015 r. Saint-Félix zamieszkiwały 343 osoby, przy gęstości zaludnienia wynoszącej 66,3 osób/km².